# Copris renwarti
Copris renwarti là một loài bọ cánh cứng trong họ Bọ hung (Scarabaeidae).